# Pressman Toy Corporation
Pressman Toy Corporation est une société américaine spécialisée dans la fabrication de Jouets. Fondée en 1922 par Jack Pressman, elle est achetée en 2014 par la société allemande Goliath Games.

## Produits
- Dominos
- Othello
- Mastermind
- Rummikub
- Jeu par arrangement